# バレイロ
バレイロ （Barreiro [bɐˈʁɐjɾu] ( 音声ファイル)）は、ポルトガル、セトゥーバル県の都市。8つの教区を持つ同名の基礎自治体でもある。テージョ川を挟んで北側にはリスボンがある。

## 歴史
バレイロの発祥は河岸の集落で、レコンキスタ後にサンティアゴ騎士団指揮のもとキリスト教徒の再移住が行われた。バレイロのコイナ川周囲にはかつて、リスボンからインドやブラジルへ向けて出向する船向けにビスケットを供給するオーブンがあった。川岸にはビスケット用の小麦粉を製粉する風車が並んでいた。
1861年、ヴェンダス・ノヴァス＝セトゥーバル間の鉄道がバレイロにも敷かれ、産業の発展が始まった。

## 交通機関
- リスボン近郊鉄道 サド線 バレイロ駅 ： セトゥーバル方面行きの列車が発着する。平日昼間は30分毎の運行[1]。
- Soflusa フェリー ： リスボンメトロ 青線のテレイロ・ド・パソ駅（ポルトガル語版）行きの高速船で、所要時間約20分で平日昼間は30分毎の運行[2]。

## 出身者
- ジョアン・カンセロ - サッカー選手。
- ニーミアス・クエタ - バスケットボール選手。NBA初のポルトガル人選手。

## 姉妹都市
- ウッチ、ポーランド
- スタラ・ザゴラ、ブルガリア